# Makłajiwka
Makłajiwka (ukr. Маклаївка, do 2016 Żowtnewe, ukr. Жовтневе) – wieś na Ukrainie, w obwodzie żytomierskim, w rejonie korosteńskim, w hromadzie Czopowice. W 2001 liczyła 104 mieszkańców.